# 유가증권

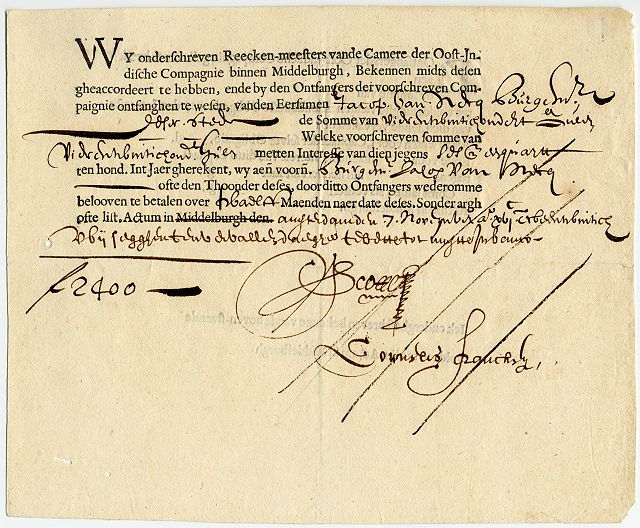

유가증권(有價證券, security)은 재산적 가치를 가지는 사권(私權)을 표시하는 것으로서 재산권의 원활한 유통과 이용을 도모하는 증서이다. 일정한 금전이나 화물 등의 유가물에 대해 청구할 수 있는 권리가 표시된 증서, 즉 상법상의 재산권을 표시하는 증서를 말하는 것으로 단순히 '증권'이라고도 한다.

## 개요
일반적으로 재산권은 채권과 물권으로 구분한다. 채권은 채권자가 채무자에게 약속한 재산을 청구할 수 있는 권리인 데 반해 물권은 재산권을 직접 취득하여 이의 과실을 향유할 수 있는 권리이다. 유가증권은 신용경제가 발달함에 따라 재산상의 권리 변동을 원활하게 처리하기 위해 생긴 것으로서, 일반적으로 '증권'이라고 할 때는 자본증권만을 가리키며, 증권 시장에서 다루어지는 것도 이 자본증권으로, 상장되어 있는 주식 및 채권 등을 가리킨다.
유가증권에는 어음·수표·화물상환증·선하증권·창고증권 등과 같이 법률상 일정한 형식을 필요로 하는 증권과 승차권·상품권 등과 같이 사실상의 유가증권 등이 있다.

## 종류
- 상품증권: 화물상환증·선하증권·창고증권과 같이 권리의 이전과 행사에 증권의 점유를 필요로 하는 것
- 화폐증권: 어음·수표·은행권 등과 같이 권리의 발생에 관하여서도 증권의 발행을 필요로 하는 것
- 자본증권: 공사채권·기명주권 등과 같이 권리의 이전에는 증권의 점유를 필요로 하지만, 권리의 행사는 증권에 의하여서가 아니라 주주명부의 기재에 의하여 행하여지는 것

## 증권거래법
- 『증권거래법』제2조

1. 국채증권
2. 지방채증권
3. 특별한 법률에 의하여 설립된 법인이 발행한 채권(채권법인채)
4. 사채권
5. 특별한 법률에 의하여 설립된 법인이 발행한 출자증권
6. 주권 또는 신주인수권을 표시하는 증서
7. 외국법인 등이 발행한 증권 또는 증서로서 제①항 내지 제⑥항의 증권이나 증서의 성질을 구비한 것 중 재무부 장관이 지정하는 것
8. 외국법인 등이 발행한 증권 또는 증서를 기초로 하여 대통령령이 정하는 자가 발행한 유가증권예탁증서
9. 제①항 내지 제⑧항의 증권 또는 증서와 유사하거나 이와 관련된 것으로서 대통령이 정하는 것 등

## 같이 보기
- 유가증권에 관한 죄